# Atzseifen
Atzseifen ist ein Weiler der Ortsgemeinde Plütscheid im Eifelkreis Bitburg-Prüm in Rheinland-Pfalz.

## Geographische Lage
Atzseifen liegt rund 3,4 km südwestlich des Hauptortes Plütscheid am Rande einer Hochebene. Der Weiler ist von einigen landwirtschaftlichen Nutzflächen sowie Waldbestand im Süden und Westen umgeben. Westlich der Siedlung fließt der gleichnamige Bach, ein Ausläufer der Prüm.

## Geschichte
Zur genauen Entstehungsgeschichte des Weilers liegen keine Angaben vor. Es handelt sich noch heute um hauptsächlich landwirtschaftliche Gehöfte, sodass der Weiler vermutlich aus einem solchen Anwesen hervorgegangen ist.

## Wappen von Plütscheid

Das Wappen der heute übergeordneten Gemeinde Plütscheid wurde in Anlehnung an den Weiler Atzseifen entworfen und stellt diesen ebenfalls symbolisch dar.
Wappenbegründung: Die Farben Rot und Silber weisen auf die frühere Herrschaft Schönecken und auf das Kurfürstentum Trier hin, zu denen Plütscheid früher gehörte; das Antoniuskreuz ist ein Hinweis auf den Ortspatron Antonius der Einsiedler; Die Eicheln symbolisieren die fünf Ortsteile Plütscheid, Atzseifen, Gesotz, Geweberhof und Mauler Mühle; der Eichenzweig verweist auf den Waldreichtum der Gemeinde.

## Kultur und Sehenswürdigkeiten

### Wegekreuz
Nordöstlich von Atzseifen befindet sich ein Wegekreuz bei einem Höhenpunkt auf 529,7 m über NHN. Es trägt ein Kreuz sowie die Inschrift „Errichtet zur Ehre Gottes 1948“.

### Naherholung
In der Region gibt es mehrere Wanderwege, die sich hauptsächlich auf das Prümtal konzentrieren. Um Atzseifen herum führt die Runde von Plütscheid. Es handelt sich um einen 19,8 km langen Rundwanderweg von Plütscheid über Mauel in das Prümtal zum Staudenhof sowie zurück. Highlights am Weg sind die naturbelassene Landschaft sowie die partielle Ortswüstung Staudenhof.

## Wirtschaft und Infrastruktur

### Unternehmen
Im Weiler ist ein landwirtschaftlicher Nutzbetrieb ansässig. Zudem gibt es einen Friseursalon.

### Verkehr
Es existiert eine regelmäßige Busverbindung ab Geweberhof.
Atzseifen ist durch drei Gemeindestraßen erschlossen. Der Weiler liegt unmittelbar westlich der Landesstraße 12 von Lambertsberg in Richtung Oberweiler.